# 龍遊車輛基地

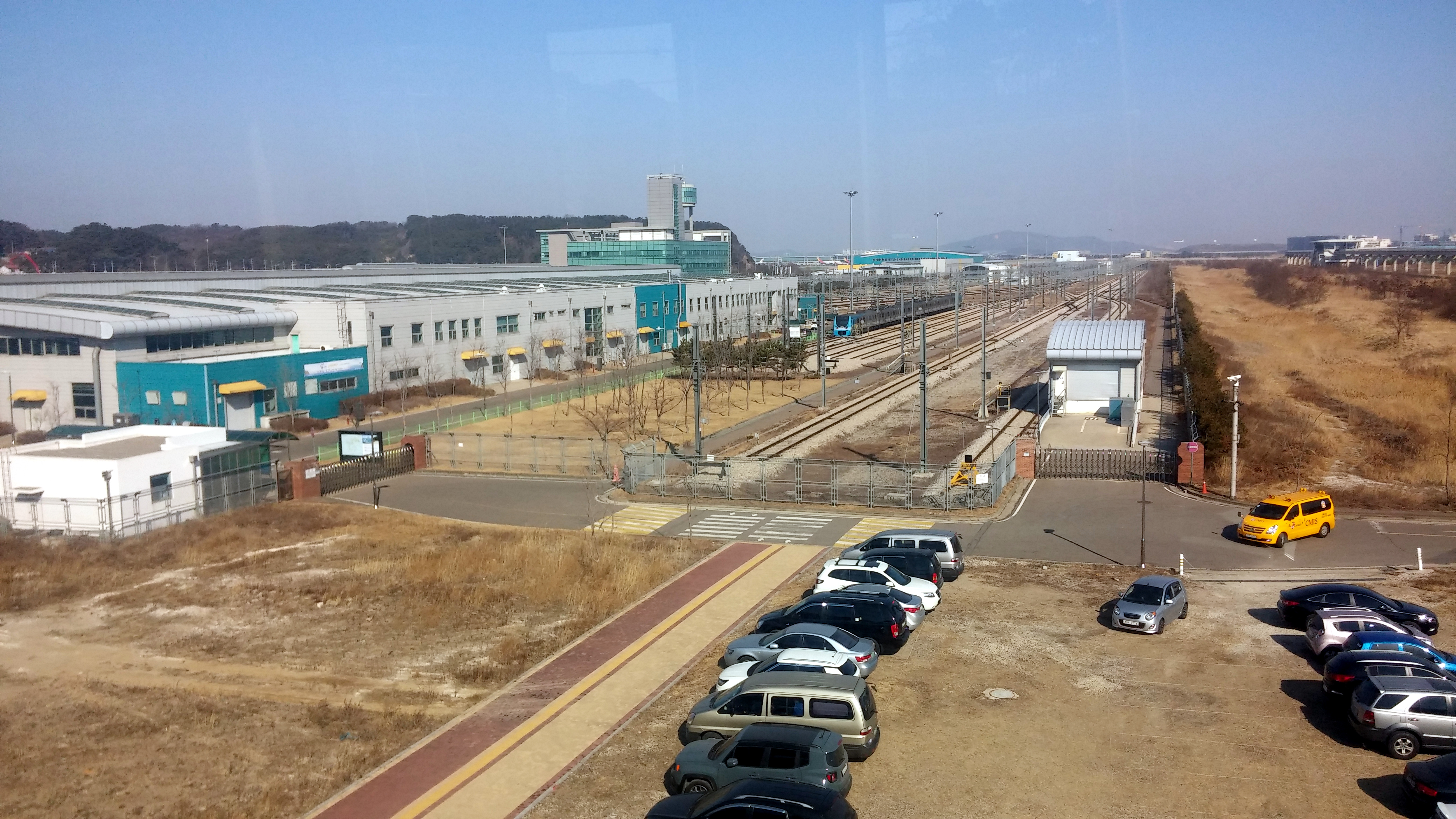
鳥瞰龍遊車輛基地

龍遊車輛基地（：／ Yongyu charyang giji */?）是仁川国际机场铁路公司位于仁川中区的一个车辆段，在仁川国际机场铁路附近。这个车辆段主要用于仁川国际机场铁路的1000系和2000系列车的修理维护和停放。

## 龍遊車辆基地站

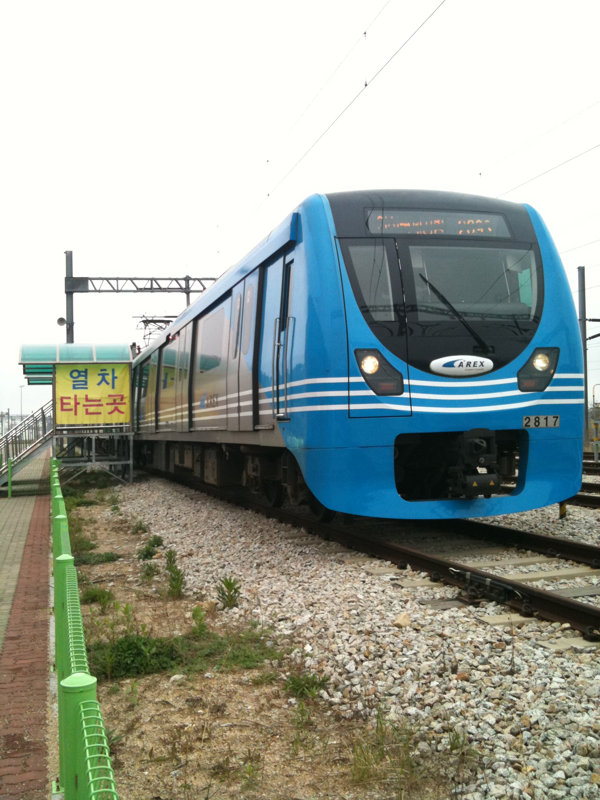
臨時站

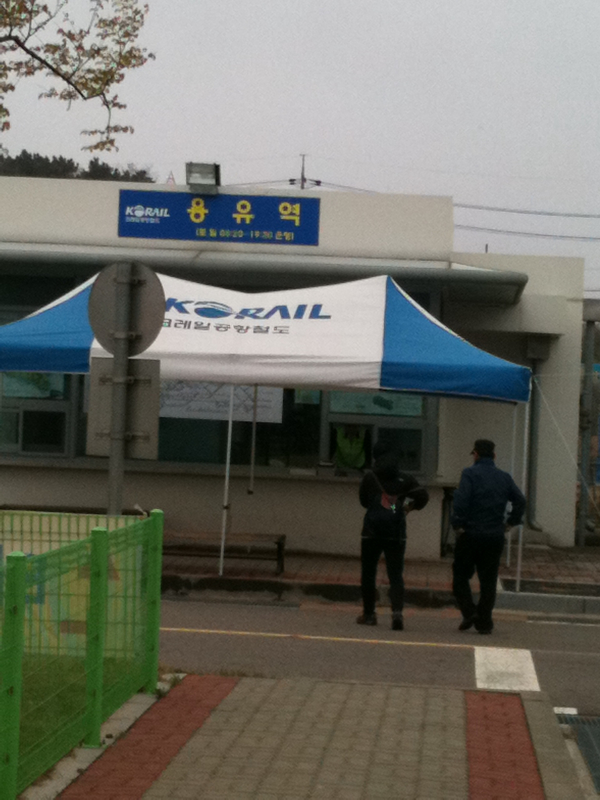
車站入口

車輛基地設有用於乘客的臨時站。 國土交通部 第2014-240號通知中該站的正式名稱是“龍遊車輛基地站”（용유차량기지역） ，又被稱為“龍遊站”或“龍遊臨時站”。 與仁川國際機場1號航站樓的距離是2.2km。
此站沒有車站建築或平台，在車輛基地的一條線上有一個簡單的設施，帶有坡道式的入口/出口，門鎖由工作人員操作以打開和關閉。 在車站入口安裝了臨時檢票口（自動檢票口），將其視為往返仁川國際機場站的車資計算。
在夏季，由於前往永宗、舞衣等避暑渡假區的乘客需求，2009年8月1日起，每年夏季期間，會在车辆段內設置臨時站，由直通列車提供服務。直至2016年，因仁川機場磁浮線的龍遊站開業，同年8月28日後未有再運用此站。